# Villa Barbarigo (Galzignano Terme)
Villa Barbarigo (známá také jako Villa Barbarigo Pizzoni Ardemani dle předchozích vlastníků) je benátská vila ze 17. století. Nachází se ve Valsanzibiu, jediné části (frazione) v Galzignano Terme (jižně od Padovy), a byla vybudována na objednávku benátského šlechtice Francesca Zuane Barbariga. Rozkládá se na ploše 15 hektarů a je vzácným příkladem symbolické zahrady ze 17. století, která se vyznačuje složitým systémem fontán, jež jsou všechny funkční. Kdysi se k vile s jednoduchou strukturou dalo dostat i po kanálech z Benátek přes údolí Valle di Sant'Eusebio, od něhož je odvozen název lokality.

## Historie
Nejstarší zmínky o místě, na němž vila stojí, pocházejí z poloviny 15. století, o obchodu mezi Giacomo Scrovegni z Padovy a Benátčanem Ludovico Contarinimu "di San Paternian". Následně na mapě z roku 1570 je zobrazen opevněný dvůr, který vlastnil Pietro Contarini. Již několik desetiletí k němu patřila zahrada, o níž se v roce 1539 zmiňuje astronom Alessandro Piccolomini jako o locus amoenus ("příjemné místo"), a ve stejném období se objevují i zprávy o rybníku. V roce 1588 Contariniové prodali komplex Pieru Michielovi a Nicolò Ferrovi, kteří se zasloužili o rozvoj vily. Po jeho smrti v roce 1619 zdědily komplex rodiny Barbarigo a Michiel Barbarigo.
Po předčasné smrti Francesca Zuane Barbariga pokračovaly práce sedm let až do roku 1669 díky jeho synovi Antoniu Barbarigovi, benátskému prokurátorovi, a jeho nejstaršímu synovi Gregoriovi (který se stál nejprve kardinálem a poté světcem) podle návrhu papežského architekta a kašnáře Luigiho Berniniho. Výstavba východo-západní osy současné zahrady se datuje do let 1619-1623, zatímco severo-jižní osa byla vybudována v letech 1664-1665. Rod vymřel po šesti generacích smrtí Contariny Barbarigo (1804), která ustanovila svým dědicem svého bratrance Marca Antonia Michiela, po němž v roce 1835 následoval hrabě Martinengo da Barco, poté hrabě Donà delle Rose a nakonec v roce 1929 šlechtic Pizzoni Ardemani, který vlastnil celé panství po tři generace. V roce 2013 zemřel Fabio Pizzoni Ardemani ve věku 91 let.

## Zahrada Valsanzibio
V zahradě Valsanzibio se nachází více než sedmdesát soch s didaktickými motty vyrytými na podstavci, z nichž osmnáct vytvořil Enrico Merengo a jeho dílna; patří mezi ně zosobnění času, Endymion, Argos, Tyfus a Polyfémos. Park je protkán cestami vedoucími k fontánám (celkem šestnáct, včetně fontán Řeky, Aioloa, Větrů), k labyrintu ze zimostrázu, malým jezírkům, rybníčkům, potokům a vodotryskům, habrové galerii a malým stavbám. Jednou z nich je Poustevníkova jeskyně. Roste zde přibližně 120 000 rostlin, včetně několika poměrně vzácných druhů stromů: konkrétně 24 druhů jehličnanů, 16 vytrvalých listnatých stromů, 24 listnatých stromů a dalších druhů keřů.

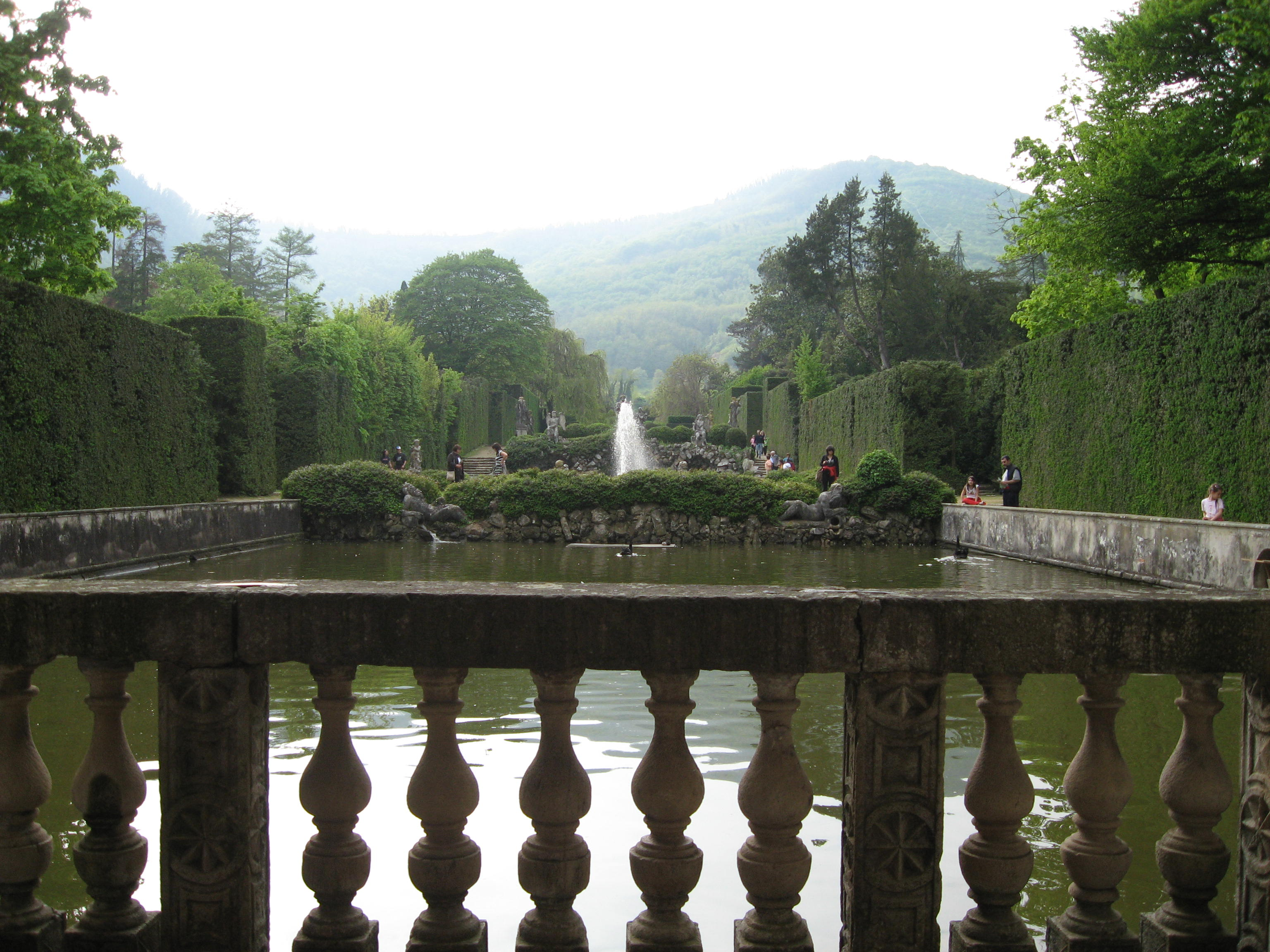
Rybník v areálu vily

Trasa, která symbolizuje cestu člověka ke spáse jako novoplatónská iniciační cesta, začíná u monumentálního vchodu, elegantní stavby, na níž vynikají cenné basreliéfy a sochy, jako je Diana-Měsíc, bohyně přírody a divokých zvířat, věnovaná proměnám a zázrakům. Cesta dále vede do zahrady až k Silenovu oblouku; odtud se kolem rybníčku známého jako "Dianina lázeň", Fontány bohyně Iris a Rybníčku větrů dostaneme ke geometrickému labyrintu, který odkazuje na epizodu spojenou se životem svatého Řehoře Barbariga. Tento labyrint ze zimostrázového dřeva o délce 1 500 metrů představuje jeden z nejrozsáhlejších labyrintů své doby, který existuje dodnes.
Poté cesta pokračuje po pravé straně po Gran Viale, kterou lemuje Králičí ostrov, jeden ze vzácných dosud existujících králičích ostrovů, který představuje imanenci a zároveň charakteristický stav živých bytostí uzavřených v prostorových a časových hranicích. Vedle ostrova a za Gran Viale stojí majestátní socha představující Čas, který přerušil svůj let vesmírem: symbolizuje transcendentní stav lidského ducha. Mezi sochami a fontánami, které rovněž symbolicky ohraničují Ostrov a Čas, dojdeme ke schodišti Lonze, připomínajícímu verše Dantova Pekla, označené sonetem ilustrujícím významy zahrady na různých úrovních. Ta vede k cíli symbolické cesty, k Fontáně zjevení, korunované osmi alegoriemi výsad samotné zahrady a jejího pána. Nakonec se zahrada jako ideální "přírodní kontinuum" napojuje na Monte Gallo prostřednictvím sugestivního stromořadí cypřišů.

## Galerie

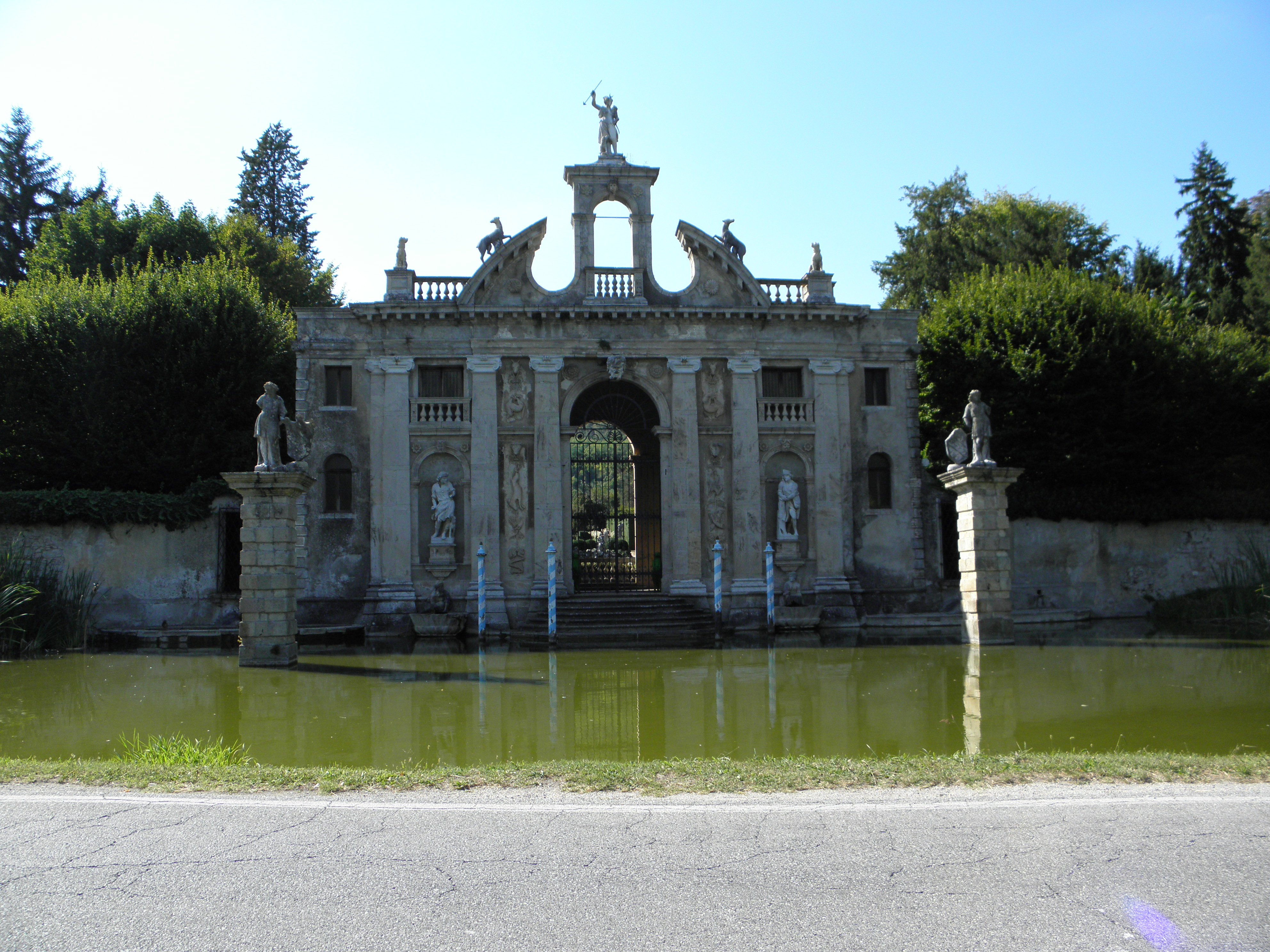
Dianina brána (portál)
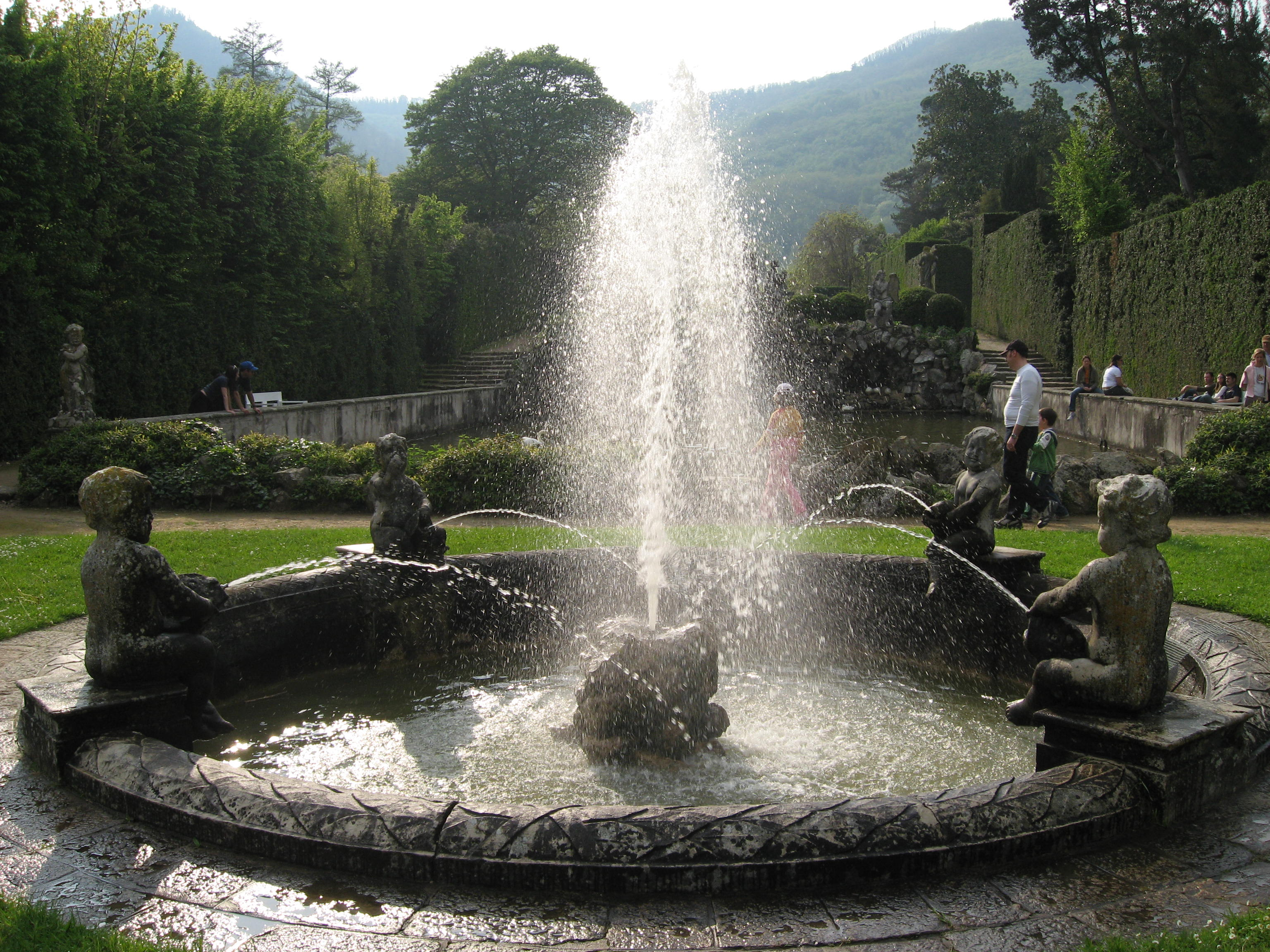
Fontána bohyně Iris
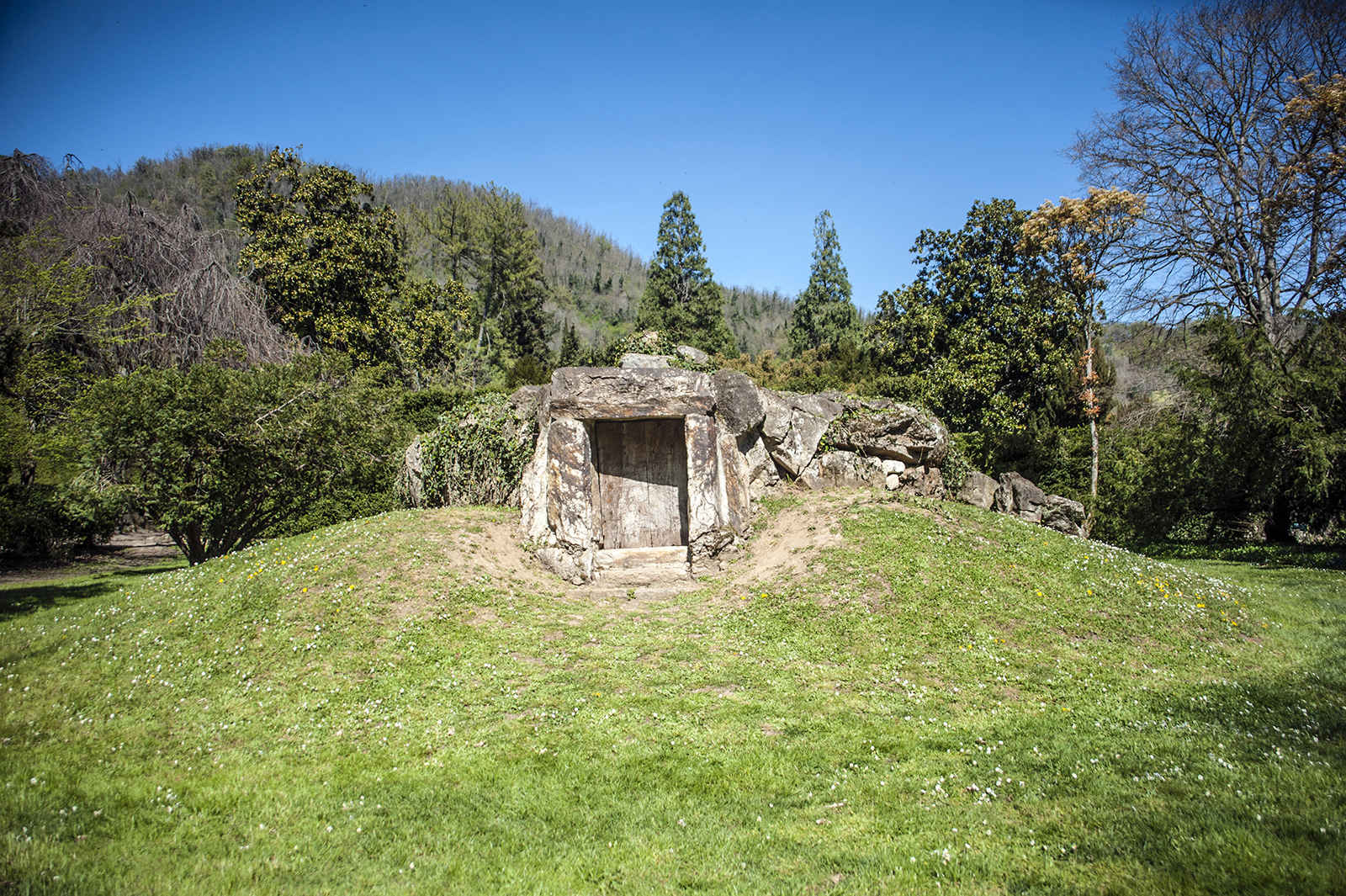
Poustevníkova jeskyně